# Colonia Fraccionamiento el Puente
Colonia Fraccionamiento el Puente är en ort i Mexiko.   Den ligger i kommunen Celaya och delstaten Guanajuato, i den centrala delen av landet, 220 km nordväst om huvudstaden Mexico City. Colonia Fraccionamiento el Puente ligger 1 748 meter över havet och antalet invånare är 1 087.
Terrängen runt Colonia Fraccionamiento el Puente är platt åt nordväst, men åt sydost är den kuperad. Runt Colonia Fraccionamiento el Puente är det tätbefolkat, med 613 invånare per kvadratkilometer. Närmaste större samhälle är Celaya, 8,4 km öster om Colonia Fraccionamiento el Puente. Omgivningarna runt Colonia Fraccionamiento el Puente är en mosaik av jordbruksmark och naturlig växtlighet.